# Hiéroglyphe égyptien X1
Pour les articles homonymes, voir Pain (homonymie).

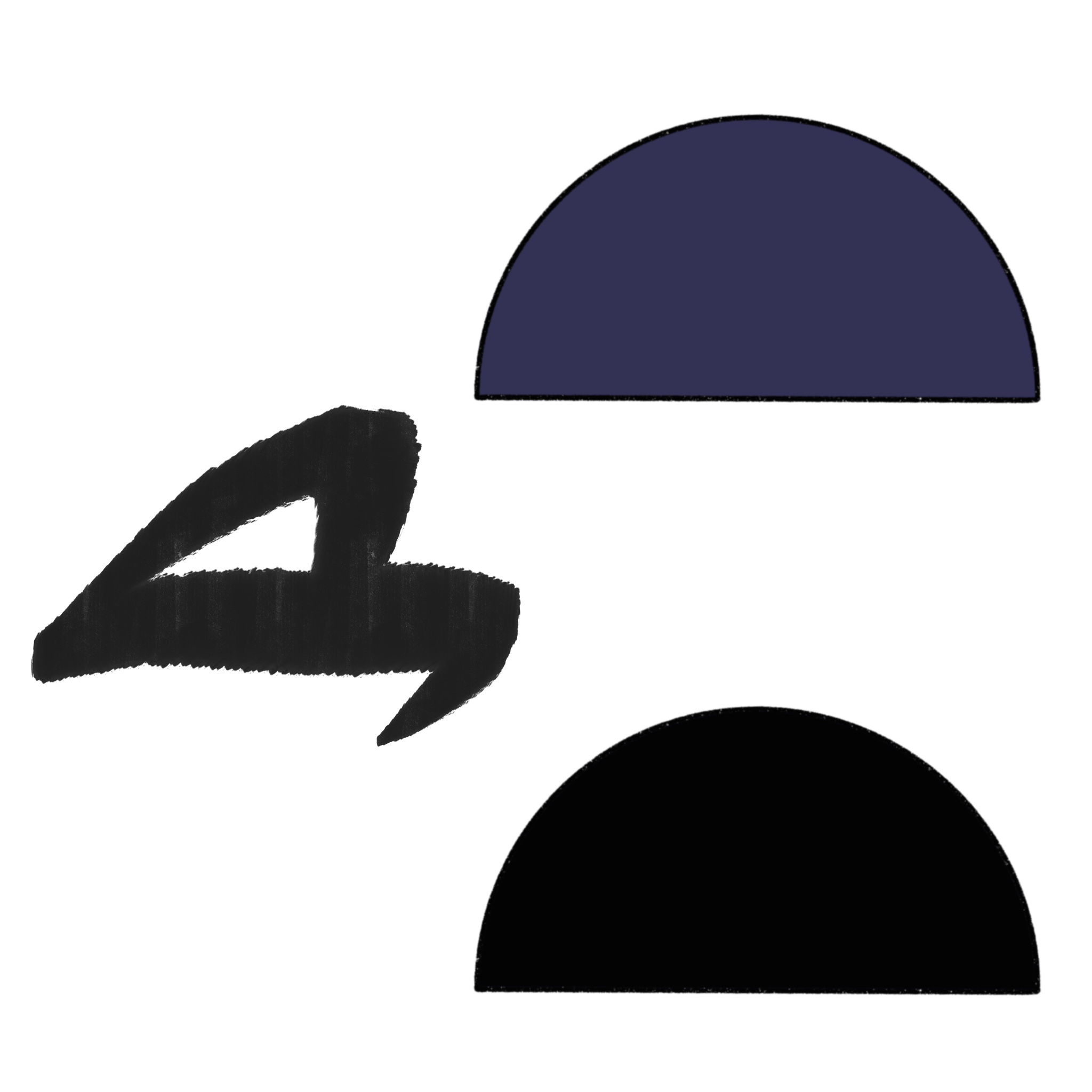
Version hiératique et hiéroglyphique

Le hiéroglyphe égyptien pain est un caractère unilitère ou déterminatif classé dans la section X « Pains et gâteaux » de la liste de Gardiner, noté X1. Il représente un petit pain. Il est translittéré t et représente le son « t ». Il est également utilisé comme indicatif du féminin en écriture hiéroglyphique, la fabrication du pain étant considérée comme une activité féminine en Égypte antique.

## Exemples de mots

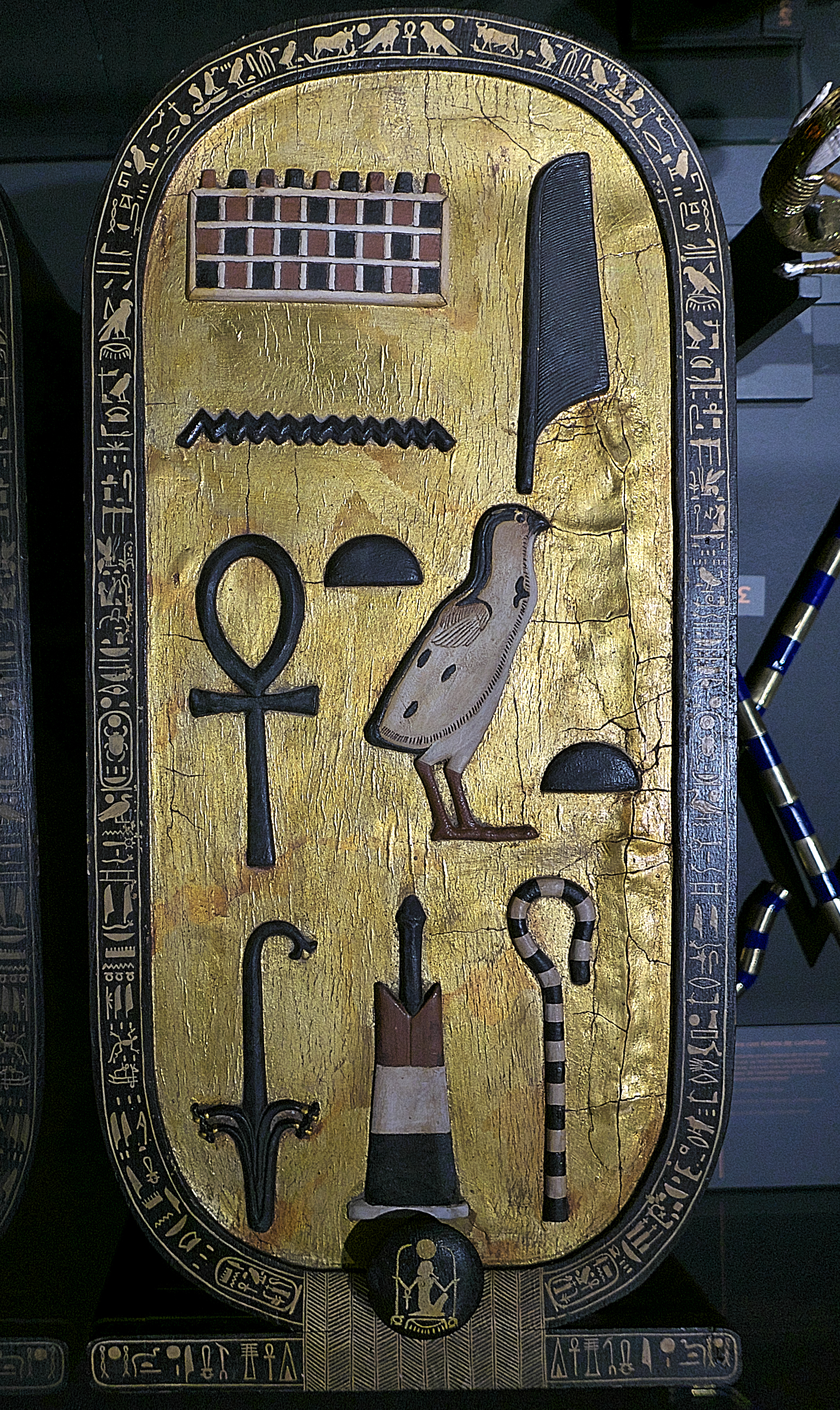
Cartouche du pharaon Toutankhamon, avec l'unilitère t pour « Tut », signifiant image.

Ce caractère est utilisé comme unilitère « t » dans un certain nombre de mots et de noms égyptiens, comme le dieu Aton, en translittération Jtn.
| i | t · n · N5 |

Il est utilisé comme indicatif du féminin, par exemple dans le mot « fille de Rê », en translittération sȝ t Rˁ, et en transcription française « SatRê » : 
| G39 | X1 | N5 · Z1 |